# Distretto di Assin Sud
Il distretto di Assin Sud (ufficialmente Assin South District, in inglese) è un distretto della regione Centrale del Ghana. Il 12 novembre 2003 un decreto presidenziale divise l'Assin in Assin Nord e Assin Sud.